# Lesná (Brno)
Lesná – miejska i katastralna części Brna, o powierzchni 258,2 ha. Leży na terenie gminy katastralnej Brno-sever.